# Ptilopsaltis santarosae
Ptilopsaltis santarosae är en fjärilsart som beskrevs av Davis 1986. Ptilopsaltis santarosae ingår i släktet Ptilopsaltis och familjen Acrolophidae. Inga underarter finns listade.